# Bijvak
Een bijvak is een studievak dat men naast een hoofdvak beoefent of bestudeert.

## Voorbeelden
Op de middelbare school in Nederland moeten er profielen worden gekozen. Een profiel bestaat uit een aantal verplichte vakken (de hoofdvakken). Naast deze vakken kan men zijn of haar interesse en kennis verbreden door extra vakken te kiezen.
Op de universiteit en hbo volgt men een hoofdstudie (Engelse term 'major', Latijn: maior). Naast deze hoofdstudie worden de studenten gestimuleerd hun horizon te verbreden door Algemeen Vormende Vakken (AVV) te kiezen, ook bijvakken genoemd. Men kan de bijvakken uitbreiden tot een 'minor', een pakket van vaak 3 tot 6 cursussen verspreid over het hele collegejaar. De colleges van een minor zijn in principe voor alle studenten (van universiteit en hbo) toegankelijk. Soms worden er toelatingseisen gesteld, zoals een behaalde propedeuse of aanwezige voorkennis.
Bij een studie aan een conservatorium werd voorheen verlangd dat de student naast naast de hoofdstudie (het hoofdvakinstrument of andere opleiding) een bijvak koos (over het algemeen een ander muziekinstrument). Hiervoor waren de normen beduidend lager dan voor het hoofdvak en het behalen van dit bijvak gaf geen enkele bevoegdheid op het gebied van dit tweede instrument. Evenmin werd dit instrument vermeld op het diploma. Bijvaklessen werden doorgaans door andere docenten gegeven dan de docent voor het hoofdvak. Tegenwoordig is het vereiste van een tweede instrument vervallen.